# Baworowski
Baworowski – polski herb szlachecki.

## Opis herbu
W polu błękitnym strzała złota ostrzem ku górze, z oderwaną lewą połową grotu, bez opierzenia, rozerwana u dołu, w środku przekrzyżowana, w rozdarciu ósemka złota.
W klejnocie nad hełmem w koronie pięć piór strusich.

## Najwcześniejsze wzmianki
Herb przyniesiony z Czech w XVI wieku.

## Herbowni
Baworowski.